# Pteris ciliaris
Pteris ciliaris är en kantbräkenväxtart som beskrevs av Eat. Pteris ciliaris ingår i släktet Pteris och familjen Pteridaceae. Inga underarter finns listade.